# 薩扎瓦河畔茲魯奇

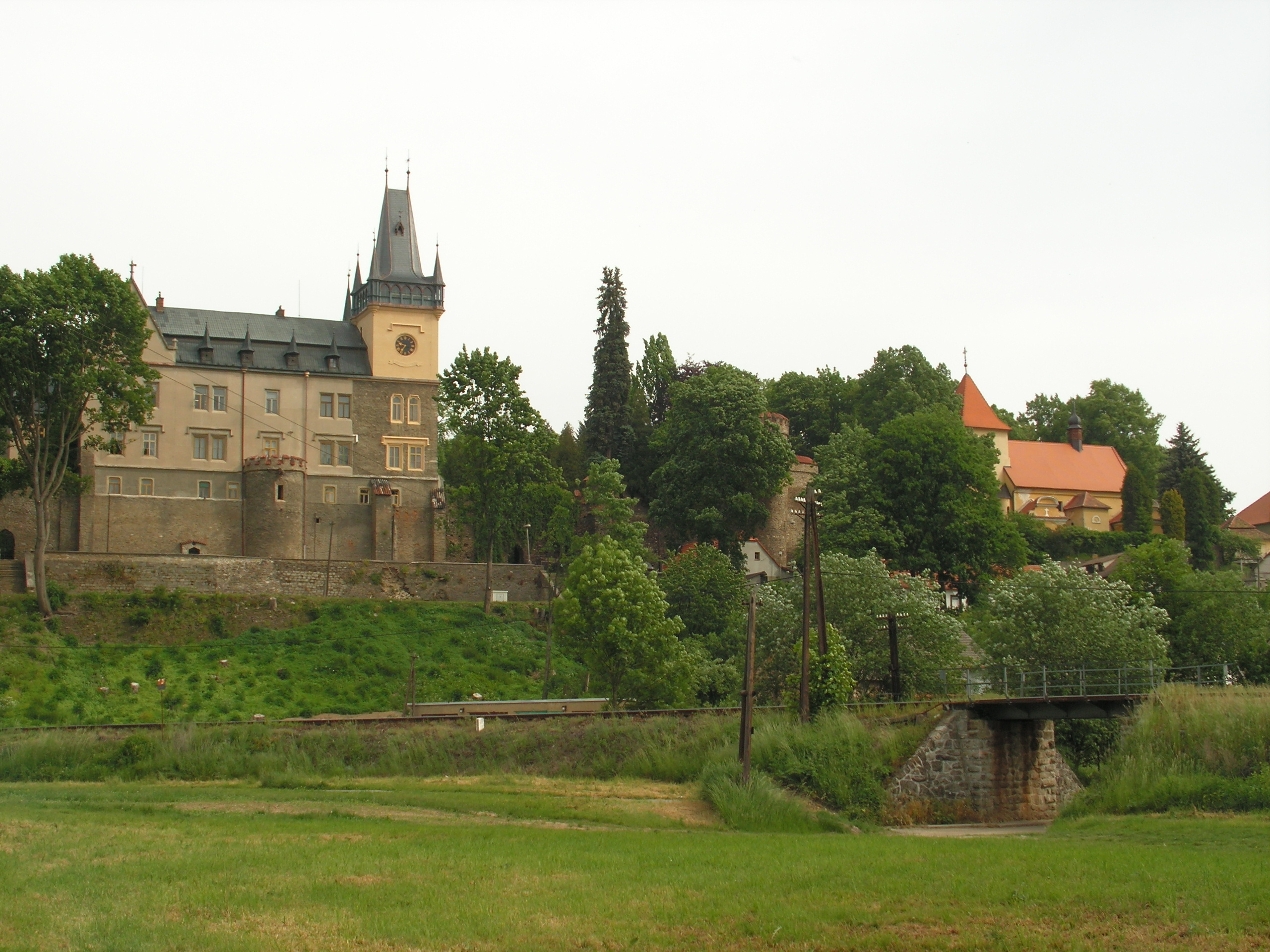

薩扎瓦河畔茲魯奇是捷克的城鎮，位於該國中部，距離首都布拉格約68公里，由中波希米亞州負責管轄，面積16.41平方公里，海拔高度344米，2007年人口5,087。

## 外部連結
- Official website （页面存档备份，存于） （捷克文）

49°44′N 15°06′E / 49.733°N 15.100°E